# Famille Biencourt
Pour les articles homonymes, voir Biencourt.

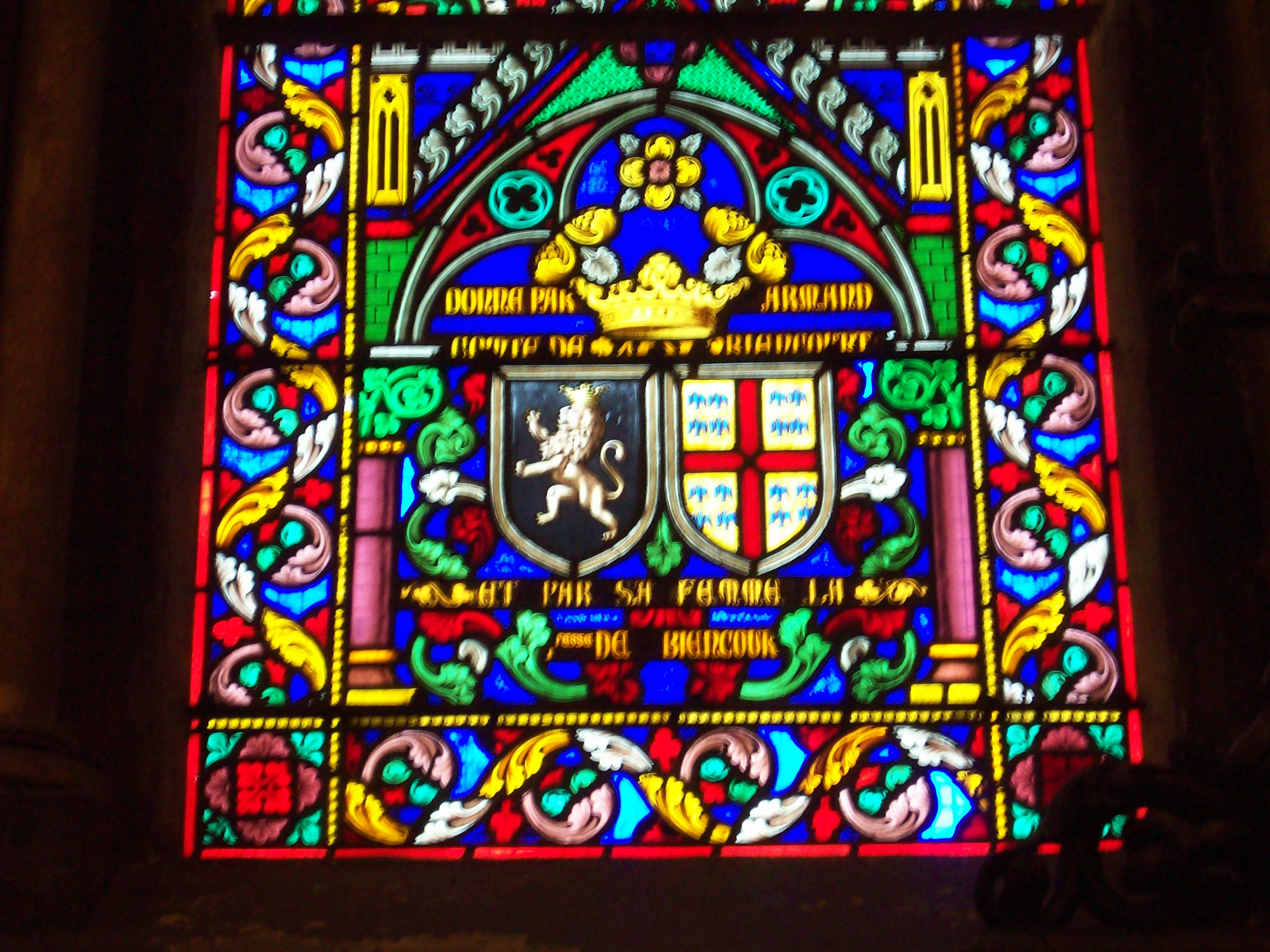
Armoiries d'Armand de Biencourt et d'Amélie de Montmorency, basilique Notre-Dame de Bonsecours.

La famille Biencourt est une famille noble picarde citée au XIIe siècle. Elle portait "De sable, au lion d'argent, couronné, armé et lampassé d'or".

## Biens fonciers de la famille
Cette famille posséda entre autres biens fonciers :
- le château d'Azay-Le-Rideau (Indre-et-Loire) acquis en 1791 par Charles de Biencourt (1747-1824), 1er marquis du nom, que ses descendants conserveront avec un domaine de 850 hectares jusqu'en 1899 ; 
- le château de Mesnières-en-Bray (Seine-Maritime), en échange de "trois maisons servant d'écuries aux Tuileries" entre Louis XV qui l'avait acquis en 1762 au fils, ruiné par le jeu, du président Durey de Mesnières (un des chefs de son opposition parlementaire), et Michel-Louis Charles de Biencourt, marquis de Poutrincourt; ce domaine lui fut restitué en 1799 et son fils le restaura (porte de l'aile gauche surmontée de leurs armes) et série de bustes sur consoles de la façade principale)et y reçut en 1827 la duchesse de Berry ;
- des hôtels particuliers rue de Richelieu à Paris, habité par Charles de Biencourt ; 1, rue Saint-Dominique (jusqu'en 1871) ; à partir de 1879, celui du 81-85 rue de Chaillot (depuis 1919, 23, rue Quentin-Bauchart).

## Membres illustres
- Jean de Biencourt, seigneur de Poutrincourt, gouverneur de l'Acadie
- Charles de Biencourt de Saint-Just (1591-1623), gouverneur de l'Acadie, fils du précédent
- Charles de Biencourt (1747-1824), militaire et homme politique français